# Pawłowka (rejon fatieżski)
Pawłowka (ros. Павловка) – chutor w zachodniej Rosji, w sielsowiecie sołdatskim rejonu fatieżskiego w obwodzie kurskim.

## Geografia
Miejscowość położona jest nad Usożą (lewy dopływ Swapy w dorzeczu Sejmu), 1,5 km od centrum administracyjnego sielsowietu (Sołdatskoje), 7,5 km na zachód od centrum administracyjnego rejonu (Fatież), 49 km na północny zachód od Kurska, 5 km od drogi magistralnej (federalnego znaczenia) M2 «Krym» (część trasy europejskiej E105).
W chutorze znajdują się 3 posesje.
Klimat
Miejscowość, jak i cały rejon, znajduje się w strefie klimatu kontynentalnego z łagodnym ciepłym latem i równomiernie rozłożonymi opadami rocznymi (Dfb w klasyfikacji klimatów Köppena).

## Demografia
W 2010 r. chutor zamieszkiwały 3 osoby.